# John Morin Scott (alcalde)
John Morin Scott (Nueva York, 25 de octubre de 1789-Filadelfia, 3 de abril de 1858) fue un político estadounidense que se desempeñó como miembro del Partido Whig en la Cámara de Representantes de Pensilvania de 1815 a 1816, y nuevamente en 1839. Sirvió varios mandatos en los Consejos Común y Selecto de Filadelfia y como presidente del Consejo Selecto de Filadelfia de 1826 a 1832. Se desempeñó como el 63.º alcalde de Filadelfia de 1841 a 1844 y fue el primer alcalde de Filadelfia elegido por voto popular en lugar de mediante nombramiento por los ayuntamientos. Como alcalde, supervisó una época turbulenta en la historia de Filadelfia, incluidos los disturbios de Lombard Street y los disturbios nativistas de Filadelfia. Sobrevivió a un intento de asesinato en 1843 cuando un visitante a la oficina del alcalde le disparó por la espalda.

## Primeros años de vida y educación
Scott nació el 25 de octubre de 1789 en Nueva York, Nueva York, de Lewis Allaire Scott y Juliana Sitgreaves. Se graduó en la Universidad de Princeton en 1805, y se mudó con su madre y su hermana a Filadelfia alrededor de 1807. Leyó derecho en la oficina de William Rawle,  fue admitido en el colegio de abogados de Filadelfia el 2 de septiembre de 1811, y en el colegio de abogados de la Corte Suprema de Pensilvania el 28 de diciembre de 1811. Trabajó como abogado en Filadelfia. Sirvió como teniente en el regimiento de caballería de la ciudad de Filadelfia de la Segunda Tropa en Camp DuPont durante la Guerra de 1812.

## Carrera
Era miembro del Partido Whig. Se desempeñó como miembro de la Cámara de Representantes de Pensilvania de 1815 a 1816, y nuevamente en 1839, momento en el cual se había convertido en miembro de la junta directiva del Lafayette College, en el que sirvió desde 1826 hasta 1847. Sirvió varios mandatos en los Concejos Municipales Comunes y Selectos de Filadelfia y fue elegido presidente del Consejo Selecto de Filadelfia de 1826 a 1832. Fue nominado como candidato Whig a representante en el Congreso de los Estados Unidos, pero rechazó la oferta. Se desempeñó como miembro de la Convención Constitucional del Estado de Pensilvania de 1837 a 1838.

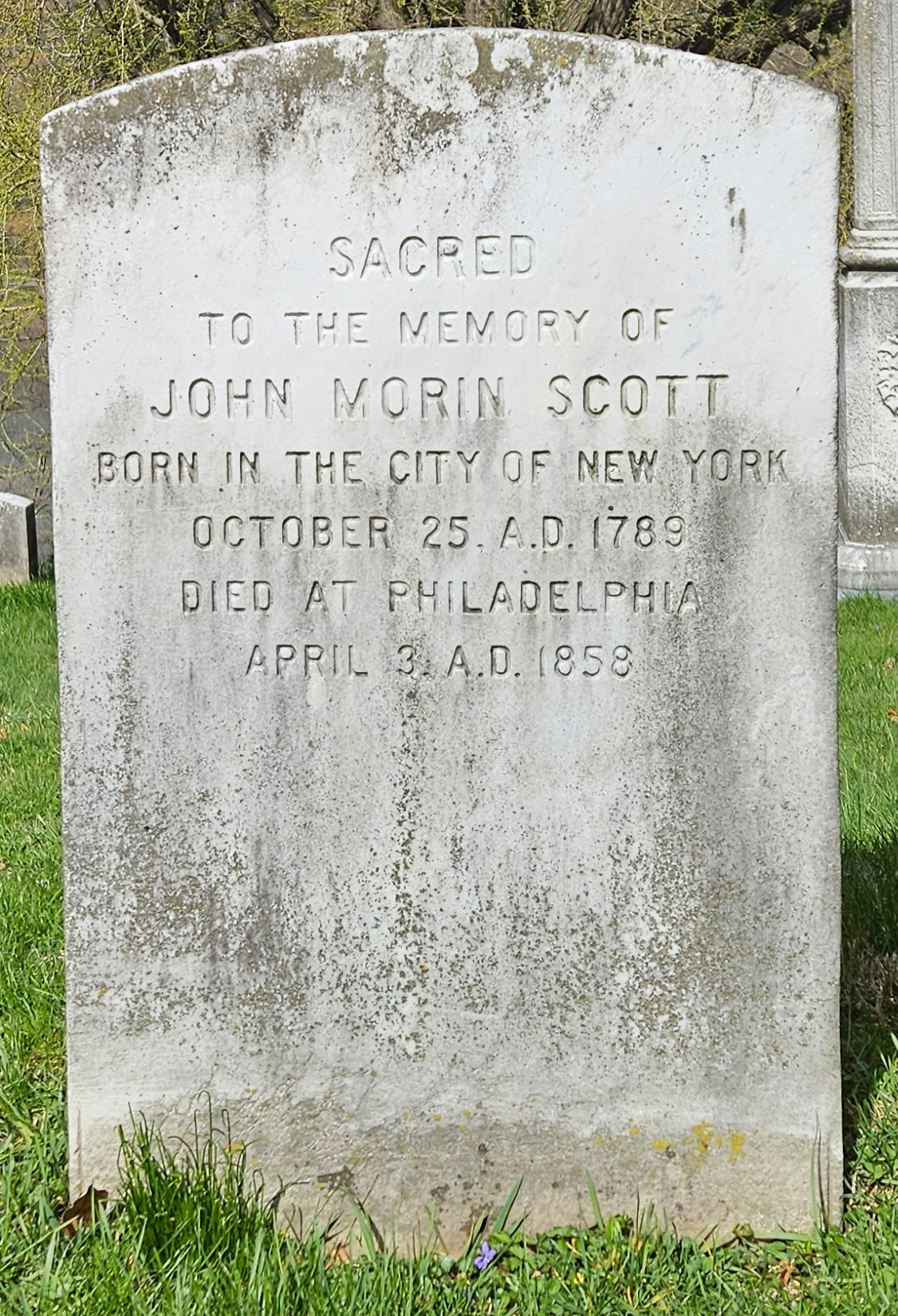
Lápida de John Morin Scott en el cementerio de Laurel Hill.

Fue elegido alcalde de Filadelfia en 1841 y ocupó el cargo durante tres años. Fue el primer alcalde de Filadelfia en obtener el cargo mediante elección por voto popular en lugar de por nombramiento de los concejos municipales. Como alcalde, supervisó una época turbulenta en la historia de Filadelfia. Durante los disturbios de Lombard Street de 1842, los agentes de Scott y Filadelfia respondieron a la violencia racial arrestando principalmente a las víctimas negras. El 3 de mayo de 1843, sobrevivió a un intento de asesinato cuando un visitante a la oficina del alcalde le disparó por la espalda. Durante los disturbios nativistas de Filadelfia de 1844, Scott desplegó la milicia de Pensilvania para proteger las propiedades católicas, y suplicó a los alborotadores que evitaran la destrucción de la iglesia de San Agustín. Los manifestantes lo golpearon en el pecho con una piedra y la iglesia fue quemada. Scott dejó este puesto en 1844; murió en Filadelfia el 3 de abril de 1858 y fue enterrado en el cementerio de Laurel Hill.

## Vida personal
Se casó con Mary Emlen en 1817 y juntos tuvieron ocho hijos. Era nieto del abogado de la ciudad de Nueva York, John Morin Scott.